# Viktor Prodell
Viktor Prodell est un footballeur suédois, né le 29 février 1988 à Eskilstuna. Il évolue au poste d'attaquant.

## Palmarès
- Åtvidabergs FF
  - Champion de deuxième division suédoise en 2011.

## Statistiques
| Saison | Club           | Pays        | Championnat         | Coupes nationales | Coupes d'Europe | Suède   |
| ------ | -------------- | ----------- | ------------------- | ----------------- | --------------- | ------- |
| 2009   | Åtvidabergs FF | Superettan  | 30 matchs / 6 buts  | ?                 | -               | -       |
| 2010   | Åtvidabergs FF | Allsvenskan | 26 matchs / 2 buts  | ?                 | -               | -       |
| 2011   | Åtvidabergs FF | Superettan  | 30 matchs / 6 buts  | 4 matchs / 6 buts | -               | -       |
| 2012   | Åtvidabergs FF | Allsvenskan | 29 matchs / 15 buts | 1 match / 2 buts  | -               | -       |
| 2013   | Åtvidabergs FF | Allsvenskan | 6 matchs            | 3 matchs / 3 buts | -               | 1 match |

Dernière mise à jour le 4 mai 2013